# Anna Monta Olek
Anna Monta Olek (Hannover, 21 de agosto de 2002) es una deportista alemana que compite en judo.
Ganó una medalla de plata en el Campeonato Mundial de Judo de 2025 y una medalla de plata en el Campeonato Europeo de Judo de 2025, ambas en la categoría de –78 kg.

## Palmarés internacional
| Campeonato Mundial | Campeonato Mundial     | Campeonato Mundial | Campeonato Mundial |
| Año                | Lugar                  | Medalla            | Categoría          |
| ------------------ | ---------------------- | ------------------ | ------------------ |
| 2025               | Budapest (Hungría)     | Medalla de plata   | –78 kg             |
| Campeonato Europeo |                        |                    |                    |
| Año                | Lugar                  | Medalla            | Categoría          |
| 2025               | Podgorica (Montenegro) | Medalla de plata   | –78 kg             |